# Oberhofenkirche (Göppingen)

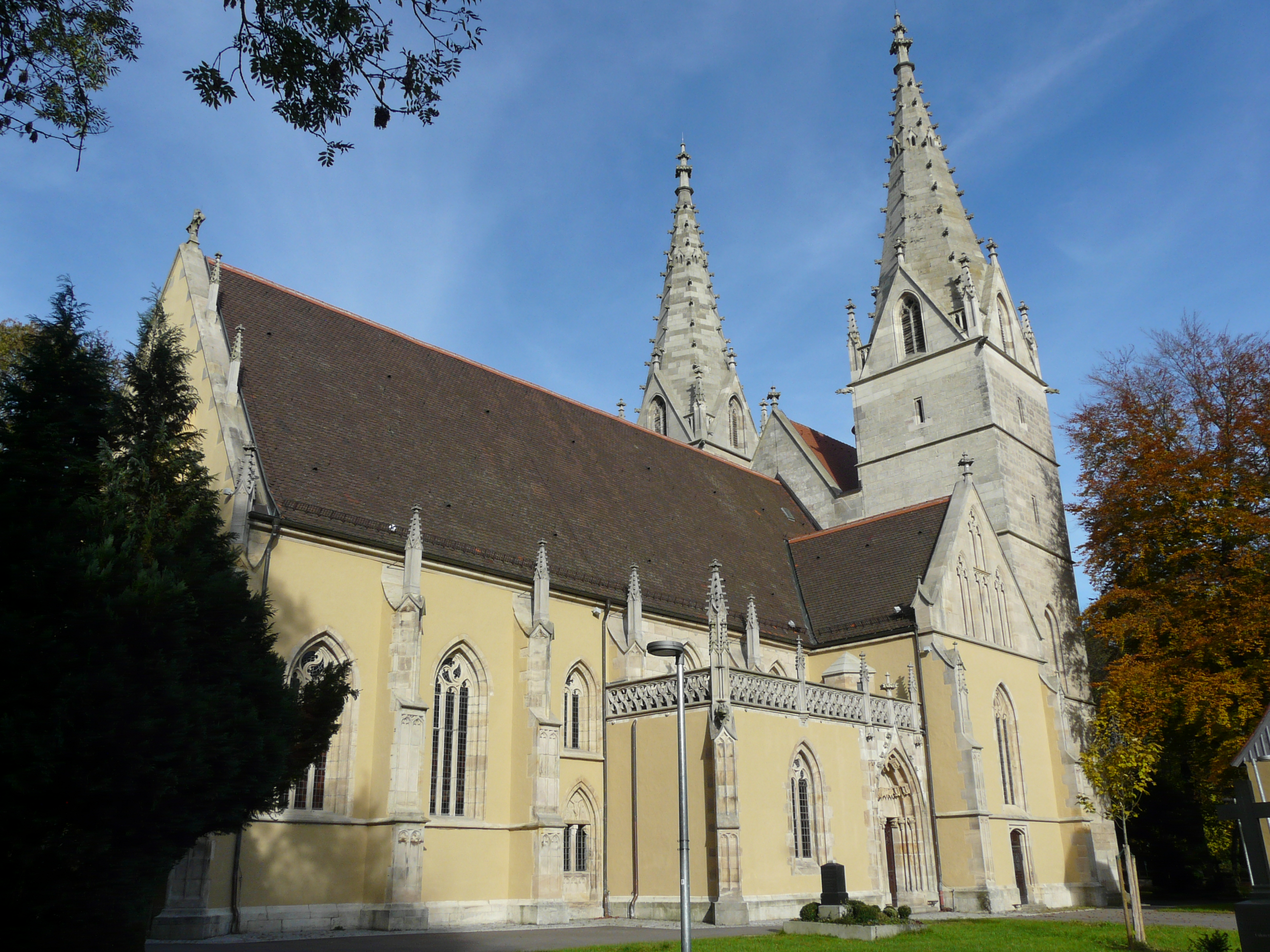
Oberhofenkirche Göppingen

Die Oberhofenkirche, 1436–1490 errichtet, ist ein protestantisches Kirchengebäude in Göppingen und nach der kleinen benachbarten Heiligkreuzkapelle das zweitälteste Bauwerk der Kernstadt. Sie ist heute eine der beiden evangelischen Innenstadt-Kirchen und gehört in der Evangelischen Kirchengemeinde Göppingen zum Kirchenbezirk Geislingen-Göppingen.

## Baugeschichte
Erste Pfarrkirche Göppingens, 1275 erstmals urkundlich erwähnt, war auf den Resten mehrerer Vorgängerbauten (eine römische Villa rustica aus dem 2./3. Jahrhundert n. Chr., vier kleinere Kirchen vorwiegend aus Holz) die außerhalb der Stadtmauern gelegene spätgotische Hallenkirche, die Graf Ulrich V. von Württemberg von 1436 bis 1490 neu erbauen ließ und in ein Chorherrenstift umwandelte. Wohl bereits noch aus der Zeit um 1400 ist in Schwäbisch Gmünd ein Reliquienverzeichnis der Göppinger Oberhofenkirche überliefert.  1514 wurde in die Oberhofenkirche eine der zahlreichen südwestdeutschen Prädikaturen gestiftet. Sie hat bei einer Gesamtlänge von 49,50 Meter ein ursprünglich dreischiffig geplantes flachgedecktes Langhaus, ein netzgewölbtes Querschiff, einen überhöhten Polygonalchor und zwei Chorflankentürme, die erst mit dem Wirken des Ulmer Münsterbaumeisters August von Beyer ab 1884 durch das Aufsetzen von Steinhelmen mit einer Gesamthöhe von 50 Meter vollendet wurden. Die Oberhofenkirche blieb nach der Reformation durch Württemberg wegen der verbliebenen Chorherren zunächst noch katholisch. In der Stadt gab es mehrere Kapellen, deren größte, die Johanneskapelle beim Schloss, daher ab 1532 bis zum Neubau der Stadtkirche 1619 als Stadt- und Dekanskirche diente. Die Oberhofenkirche wurde nach Auflösung des Chorherrenstifts zum Jahresbeginn 1535 wegen ihrer Lage außerhalb der Stadt und in einem Friedhof ohne Umbau zu einer Querkirche fast nur für Bestattungsfeiern und gelegentlich als Ausweiche bei Baumaßnahmen an der Renaissance-Stadtkirche genutzt. Eine Wiederbelebung des katholischen Stifts durch Jesuiten von 1636 bis 1649 unter österreichischer Beherrschung des Amtes Göppingen durch Erzherzogin Claudia von Tirol infolge des Restitutionsedikts fand mit dem Westfälischen Frieden ein Ende. Die danach wegen Einsturzgefahr nötige Wiederherstellung der Kirche zog sich mit der vollständigen Erneuerung der Chor- und Langhaus-Dachstühle bis 1687 hin. Nach vorübergehender profaner Nutzung (in den napoleonischen Kriegen: Lazarett, Heulager und Pferdestall; Telegraphenstation im Südturm) im frühen 19. Jahrhundert begann 1854 durch bürgerschaftliche Impulse die Restaurierung und neugotische Umgestaltung, die um 1900 (Architekt Heinrich Dolmetsch) abgeschlossen wurde. Seit 1902 ist die Oberhofenkirche wieder Gemeindekirche und zweite Pfarrkirche Göppingens. Innenrenovierungen erfolgten 1938 (Architekt Hans Seytter, Stuttgart), 1983 (Architekt Folker Mayer, Ulm) und bis 2013 (Architekten Bauer & Behringer, Ebersbach), eine Außenrenovierung 2001 bis 2008 (AeDis AG Hochdorf/Ebersbach). Neben der Oberhofenkirche befindet sich die Heiligkreuzkapelle, der erhaltene Chor der ehemaligen Marienkapelle von 1410, die heute vor allem für Ausstellungen und Andachten verwendet wird.

## Zeitgeschichte
1938 endete die seit 1926 währende Dienstzeit des evangelischen Pfarrers Eugen Jäckh (1877–1954) an der Oberhofenkirche. Er hatte sich bereits vor dem 1. Mai 1933 einer Beflaggung der Oberhofenkirche mit Hakenkreuzfahne samt Hindenburg- und Hitlerporträts widersetzt und musste sich auf örtliches NS-Betreiben und wegen mangelnden Rückhalts seitens der Kirchenleitung 1938 aus dem Dienst in Göppingen verabschieden. In diese Zeit fiel auch die Beauftragung des Kunstmalers Walter Kohler mit der Fenstergestaltung im Chor der Oberhofenkirche.

## Ausstattung

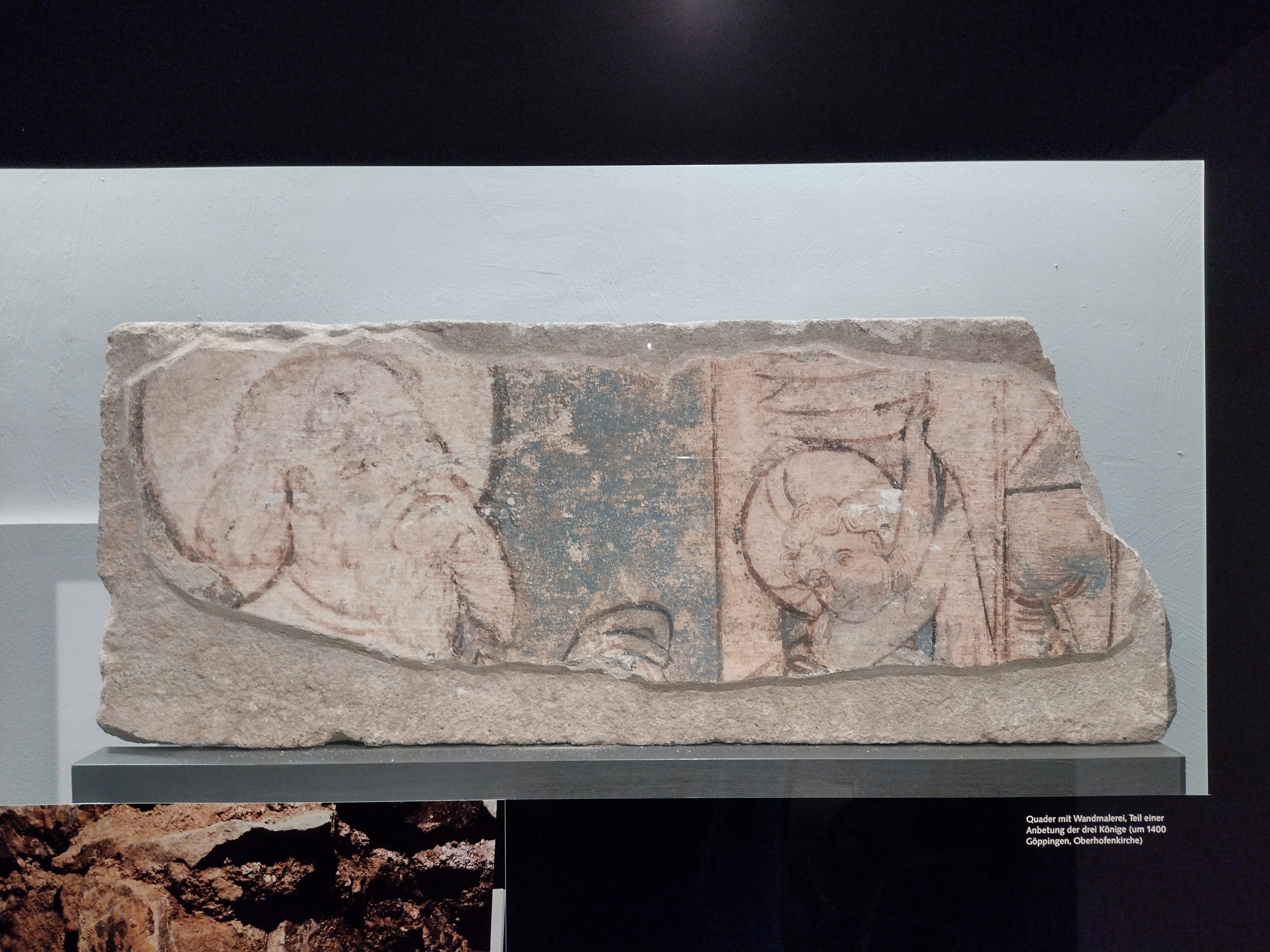
Quader aus der Oberhofenkirche mit Fresko aus der Zeit um 1400 (Teil einer Anbetung der drei Könige), heute im Archäologischen Landesmuseum Baden-Württemberg

Im Innern beherbergt sie ein bedeutendes spätgotisches Chorgestühl und prunkvolle Barock-Epitaphien, die teilweise um 1770 von der Stadtkirche hierher verbracht wurden. An der Chornordwand sind bauzeitliche Fresken zu finden, beim Südportal die um 1470 geschaffene Darstellung der Kirchenstiftung (zwei edle Frauen, die ein Kirchenmodell präsentieren) mit dem einzig erhaltenen Bild der unzerstörten Burg Hohenstaufen, das erst 1938 freigelegt wurde. Daneben in der Zillenhardt-Kapelle befinden sich die Grabdenkmäler der Stifterfamilie von der Burg Zillenhart bei Schlat. Die barocke Stuckdecke des Langhauses von 1686 entstand bei Sicherungsmaßnahmen wegen Baufälligkeit. Das Holzkruzifix im Chor stammt von 1510. Ihm zugeordnet schuf Walter Kohler 1938 die Glasgemälde im mittleren Chorfenster (zusätzlich im Nord- und Süd-Querschiff die Maßwerkverglasung), 1983 nach Abschluss archäologischer Grabungen im Innenraum vervollständigte sein Sohn Wolf-Dieter Kohler links und rechts das Gesamtkunstwerk. Die künstlerischen Kanzelgestaltungen von 1883 (Jakob Grünenwald: sechs Kanzel-Gemälde Leinwand Moses, Christus, vier Evangelisten) und 1938 (Helmuth Uhrig: drei Kanzel-Holzreliefs Verkündigung an die Hirten, Kreuzigung, Dornenkrönung) waren nach der Außenrenovierung 2001–2008 im Rahmen der bis 2013 dauernden Innenrenovierung durch moderne Prinzipalien ohne künstlerischen Anspruch abgelöst worden.

## Glasmalerei
Mit 45 Jahren Zeitabstand schufen Vater und Sohn Kohler die drei Chorfenster. Die Konzeption und künstlerische wie biblische Beziehung dieser beiden Spätwerke zueinander bilden den gemeinschaftlichen Höhepunkt des Schaffens der Künstlerfamilie. Das Chorscheitelfenster (1938 Einbau, 1940 Ausbau/Sicherung, 1947 Wiedereinbau) thematisiert auf dem Weg Christi vom Leidenden zum Weltenherrscher auch den Kampf gegen das Böse, gegen den Bösen: Beim Abendmahl Judas im gelben Gewand; der Wolf im Schafspelz, vor dem der Hahn warnt und sagt: Seid wachsam! Die Staatsmacht, die unbeabsichtigt das Kreuz erhöht – Dies 1938 auszudrücken, war bemerkenswert und mutig. Alte christliche Ikonografie wird bei Walter Kohler, nachdem ab 1933 sein (bis dahin) reifer Expressionismus als angeblich Entartete Kunst ihn und seine junge Familie in große Gefahr gebracht hätte, zu seiner Sprache der Kunst, auf dieser Klaviatur spielt er virtuos, wie ein Blick in sein Gesamtwerk zeigt – und sein Sohn Wolf-Dieter ging später diesen Weg weiter. So ist gerade das Chormittelfenster in seiner biblischen Bildsprache auch auf dem Hintergrund der Zeitgeschichte zu "lesen". Leiden, Leid und Tod in der Mitte flankiert Wolf-Dieter Kohler im linken Fenster mit Gottes Schöpferwirken und Friedensbund und im rechten Fenster mit Zeichen und Visionen von Heil und Vollendung. Im Einzelnen:
Walter Kohler, 1938
- Mittleres Chorfenster – Zweiter Glaubensartikel – Der Weg Christi (von unten nach oben):
  - 1. Kreis – Links: Einzug Jesu in Jerusalem. Darunter ein Wolf im Schafspelz, darüber zwei Hände mit köstlicher Narde (Joh 12,3 LUT). Links vom Hauptbild das Laub der Salweide als Zeichen des Frühlings. Rechts: Das Abendmahl. Darunter der krähende Hahn, darüber Brot und Kelch. Rechts der Weinstock als Christussymbol.
  - 2. Kreis – Links: Der Judaskuss. Darunter die Silberlinge, darüber der schreiende Hirsch als Symbol Christi. Links Dornen. Rechts: Jesus vor Pilatus. Darunter die Staatsgewalt, die mit der Faust auf eine Waagschale schlägt und dadurch das in der anderen Schale liegende Kreuz erhöht. Darüber das Lamm mit dem Kreuz. Rechts der bittere Wermut.
  - 3. Kreis – Links: Die Kreuzigung Darunter der besiegte Drache, darüber ein Engel mit der Palme. Links Die Bitterstoff-Pflanze Hopfen als Passions-Sinnbild. Rechts: Die Auferstehung. Darunter der besiegte Tod als Skelett mit Sense, darüber ein Engel mit Krone. Rechts Lorbeer, das Zeichen für neues Leben in Christo.
  - In den Zwickeln zwischen den Kreisen: die vier Evangelisten. Über den Kreisen: vier Engel (je einer mit Waage, wo das Kreuz schwerer wiegt als das Gesetz; mit Kreuz, mit Flammenschwert und mit Posaune).
  - In den Dreipässen darüber: Alpha und Omega. Im Fünfpass: Majestas Domini, der Weltenherrscher in der Mandorla; Buchinschrift Alpha und Omega, vier Engel.

Wolf-Dieter Kohler, 1983
- Linkes Chorfenster – Erster Glaubensartikel – Gottes Schöpferwirken, Friedensbund und Verheißung (von oben nach unten):
  - Im Maßwerk wolkenverhüllt Gottes Geist über der Urflut
  - Schöpferhand
  - Sonne/Mond/Sterne
  - Erschaffung des Menschen
  - Gottes Friedensbund und Noahs Opfer
  - Kundschafter mit den Früchten aus dem Land der Verheißung
  - Anbetung des Lammes (Offb 4,1-11 LUT)
- Rechtes Chorfenster – Dritter Glaubensartikel – Wirken des Geistes Gottes (von unten nach oben):
  - Pfingstpredigt des Petrus
  - Heilung des Lahmen
  - Bekehrung des Paulus
  - Auferweckung der Tabita
  - Berufung der Heiden Cornelius und Lydia
  - Vereinigung Braut/Bräutigam
  - Baum und Wasser des Lebens als Symbol der Vollendung
  - im Maßwerk: Himmlisches Jerusalem

## Glocken
Die Ausstattung der Oberhofenkirche mit Glocken litt im 17. bis 19. Jahrhundert offensichtlich unter der eingeschränkten Nutzung der Kirche: Nach dem Bau der Stadtkirche, dem Ende des Dreißigjährigen Krieges und dem in Oberhofen 1650 auf herzogliche Anordnung trotz Einsturzgefahr noch gefeierten Dankfest und -gottesdienst, Ursprung des seitherigen Göppinger Maientags, wurde 1653 die größte Glocke an die Stadtkirche abgegeben. Es verblieb nur ein reduziertes Geläut für die Bestattungen, zumal die Türme seit starken Blitzschäden 1561/63 über 300 Jahre lang ohnehin nur mit Notdächern versehen waren und der Südturm zuletzt für eine Telegraphenstation genutzt wurde. Seit der Wiedergewinnung der Oberhofenkirche als Gemeindekirche 1902 ist das jetzige Geläut von 1950 bereits das dritte innerhalb von 35 Jahren. Zweimal fiel es der Kriegswirtschaft als so genannte Metallspende des deutschen Volkes für die Rüstungsindustrie zum Opfer. Drei der vier bei der Stuttgarter Glockengießerei Heinrich Kurtz gegossenen neuen Glocken konnten bereits 1950 im Nordturm in Dienst genommen werden. Sie haben die Töne f1 - g1 - b1 und damit das alte Gloria-Motiv („Ehre sei Gott in der Höhe“) zum Inhalt.
Ihre Inschriften lauten:
- f1: Herr Gott, du bist unsere Zuflucht für und für Ps 90 LUT (Gewicht 950 kg)
- g1: Der Herr lässt sich hören bis an der Welt Enden – Jes 62,11 LUT – Im Gedenken an Joh. Gg. Boehringer, geb. 16.1.1803, gest. 24.9.1859, dem Gründer des Werkes Gebr. Boehringer in Göppingen, gestiftet von seinen Nachkommen (680 kg)
- b1: Verleih uns Frieden gnädiglich - Zur Erinnerung an Dr. Albert Schuler (1877-1943). Maria Schuler (400 kg)